# Westoniella
Westoniella es un género de plantas con flores perteneciente a la familia Asteraceae.Comprende 6 especies descritas y de  aceptadas.

## Taxonomía
El género fue descrito por José Cuatrecasas Arumí y publicado en Phytologia 35(6): 472–473. 1977. La especie tipo es: Westoniella chirripoensis Cuatrec.

## Especies
A continuación se brinda un listado de las especies del género Westoniella aceptadas hasta agosto de 2012, ordenadas alfabéticamente. Para cada una se indica el nombre binomial seguido del autor, abreviado según las convenciones y usos.
- Westoniella barqueroana Cuatrec.
- Westoniella chirripoensis Cuatrec.
- Westoniella eriocephala (Klatt) Cuatrec.
- Westoniella kohkemperi Cuatrec.
- Westoniella lanuginosa Cuatrec.
- Westoniella triunguifolia Cuatrec.